# One Wales
One Wales fou la coalició entre Plaid Cymru i el Partit Laborista per formar govern a l'assemblea nacional de Gal·les, que va ser aprovat pel líder del Parit Laborista Gal·lès el 27 de juny del 2007. Fou negociat just després de les eleccions per l'assemblea nacional de Gal·les, que produí una victòria pel Partit Laborista Gal·lès però pas una majoria.
El 3 de maig de 2007, el Partit Laborista guanyà 26 dels 60 diputats a l'assamble nacional gal·lès, faltant-li quatre per formar govern. Malgrat que molts comentaristes polítics predigueren una coalició entre ells i el partit de Liberal Demòcrates, s'hi van negar. Finalment, la legislatura començà amb un govern minoritari liderat per en Rhodri Morgan. Després d'un mes d'això, un acord entre en Wyn Jones i en Rhodri Morgan, produïren la coalició One Wales. A alguns membres del Partit Laborista no els agradà aquesta coalició per les actituds independentistes i nacionalistes del partit Plaid Cymru.
Proposaren un programa progressiu, estable i ambiciós pel govern de la legislatura. Les polítiques més importants que passaren per l'assemblea foren un programa de transport entre el nord i el sud de Gal·les millorat, una comissió nova per fer front al canvi climàtic i un acord per fer un referèndum per donar més poder a l'Assemblea Nacional, fent-la ressemblar més a l'equivalent escocès que guanyà per 63.49% a 36.51%.
L'acord fou vist per molts com el primer pas de Gal·lès cap a la independència, i part d'un canvi més gran a l'illa de Gran Bretanya cap als nacionalismes i regionalismes.